# 1204
[[Категорија: 1204
.| ]]
Година 1204 (MCCIV) била је преступна година која је почела у четвртак.

## Догађаји
- Википедија:Непознат датум — Крајем јануара оба цара, отац и син, свргнути су са власти у Цариграду, слепи Исак, стар и изнемогао умро је у страху а млади Алексије био је задављен.
- Википедија:Непознат датум — У Цариграду је избила побуна. Два цара су убијена а народ је за Алексија V Дуку који сматра да је разрешен од обећања која су дата крсташима.
- Википедија:Непознат датум — Народ у Риму је изабрао власт добрих људи као опозицију власти коју је именовао папа.
- Википедија:Непознат датум — Након што је савладао енглески отпор у Шато-Гаилару, француски краљ Филип II Август у кратком времену освојио је целу Нормандију, која је уговором из Руана дефинитивно прешла под власт француског краља.
- Википедија:Непознат датум — Умро је норвешки краљ Хокон III Дански краљ Валдемар II Победник шири своју власт и на Норвешку.
- Википедија:Непознат датум — Умро је угарски краљ Емерик. Прво га је наследио син Ладислав III под регентом ујака Андреја, а годину касније сам Андреј II.
- Википедија:Непознат датум — Бугарски цар Калојан приближава се Римској цркви. У Трнову борави један кардинал Иноћентија III и посветио је бугарског епископа Василија.
- Википедија:Непознат датум — Након четверодневне опсаде крсташи освајају Цариград и страховито пљачкају и пустоше га.
- 13. април Латини су постали господари горде византијске престонице, стари млетачки дужд Енрико Дандоло био је душа целог овог предузећа.

### Мај
- 16. мај — Основано је Латинско царство на чијем челу је Балдуин I Фландријски, којег је признао папа Иноћентије III и који је крунисан у опљачканој Аја Софији.

### Децембар
- Википедија:Непознат датум — За патријарха у Цариграду постављен је млечанин Тома Морозини.
- Википедија:Непознат датум — Отимање Св. Софије и насиље при заузимању Цариграда у душама ортодоксног грчког свештенства продубило је јаз и развило дубљу мржњу између две цркве, између Грка и Латина.
- Википедија:Непознат датум — Бонифације од Монферата добио је Солунско краљевство а Млеци су добили четвртину Царства.
- Википедија:Непознат датум — Након пада Цариграда настало је неколико византијских краљевстава независних од новонасталог Римском царству.
- Википедија:Непознат датум — Алексије и Давид Комнин освојили су Трапезунтско царство.
- Википедија:Непознат датум — Теодор I Ласкарис заузео је Никеју.
- Википедија:Непознат датум — Михаило I Комнин Дука загосподарио је Епиром.
- Википедија:Непознат датум — Нова византијска краљевства и Латинско царство одмах су се сукобили.
- Википедија:Непознат датум — Давид Комнин напредује према западу.
- Википедија:Непознат датум — Балдуинов брат Хенрик Фландријски напао је и поразио Теодора Ласкариса.
- Википедија:Непознат датум — У селџучком Иконијском султанату Сулејмана II наследио је Килиџ Арслан III.
- Википедија:Непознат датум — Старо Византијско царство распало се у више делова.
- Википедија:Непознат датум — Света гора је до 1204. била под заштитом византијских владара, а од 1204. је под француском влашћу.[1]
- 8. новембар Папин кардинал Лав крунисао је Калојана за бугарског краља.

## Смрти

### Април
- 1. април — Елеонора од Аквитаније, француска и енглеска краљиц